# Altér Real
Der Altér Real ist eine portugiesische Pferderasse, die durch das Herrscherhaus Bragança gegründet wurde. Von portugiesischen Hippologen wird der Altér Real auch als eine besondere Linie innerhalb der Lusitano-Rasse beschrieben.
Hintergrundinformationen zur Pferdebewertung und -zucht finden sich unter: Exterieur, Interieur und Pferdezucht.

## Exterieur
Der Altér Real ist ein dem Lusitano ähnelndes, nobles Pferd im iberischen Typ.
Der Kopf ist schmal und trocken, mit einem geraden oder geramsten Profil und vornehmen Ausdruck. Der geschwungene Hals ist hoch aufgesetzt. Die Schulter ist oft kurz und steil, der Widerrist wenig ausgeprägt. Der Rücken ist kurz, von mittlerer Breite und Tiefe und weist eine gute Tragfähigkeit auf. Die Kruppe ist kräftig und abfallend, die Hinterhand gut gewinkelt. Das Fundament weist elastische Fesseln auf, die Hufe sind hart.
Der Altér Real unterscheidet sich von den verwandten Rassen Lusitano und Pura Raza Española besonders im Rücken und in der Länge von Fessel- und Röhrbein (Mittelhand- bzw. Mittelfußknochen eines Pferdes); der Oberarm des Altér Reals ist stets kürzer als das Röhrbein. Die Brust ist breiter und tiefer als bei den beiden verwandten Rassen.
Die Bewegungsmechanik des Altér Real ist durch seine erhabenen Gänge gut für die Dressur bis zur Hohen Schule geeignet und wird durch die natürliche Hankenbeugung begünstigt.

## Interieur
Der Altér Real ist hart, widerstandsfähig und mutig. Die Pferde sind sehr lerneifrig und intelligent, besitzen eine schnelle Auffassungsgabe und ein ruhiges, ausgeglichenes Temperament.

## Zuchtgeschichte
Die Anfänge dieser Pferderasse gehen auf das Jahr 1748 zurück, als das portugiesische Herrscherhaus Bragança mit etwa 50 erstklassigen andalusischen Stuten in Vila de Portel ein Gestüt gründete, das aber schon 1756 nach Altér do Chão umsiedelte. Dem Gestüt Altér verdankt die Rasse auch ihren Namen („real“ bedeutet im Portugiesischen „königlich“). Aufgabe des Gestüts war die Versorgung des Hofes in Lissabon mit Paradepferden. Noch im selben Jahrhundert wurde das Pferd für die Hohe Schule in der königlichen Reitbahn eingesetzt.
Dom José I bewirkte einen Aufschwung des Gestüts, zwischen den Jahren 1807 und 1811 wurde die Pferdepopulation jedoch durch die Armee Napoleons in alle Winde zerstreut. Durch Einkreuzung von englischen, normannischen und deutschen Rassen versuchte man einen Wiederaufbau mit den Restbeständen, erzielte hierbei jedoch nicht die gewünschten Resultate. Auch ein folgender Versuch, die Rasse durch eine Arabisierung zu stärken, misslang. Erst Ende des 19. Jahrhunderts wurden Andalusier für den Wiederaufbau herangezogen und führten zu einem Erfolg.
Die Auflösung der portugiesischen Monarchie zu Beginn des 20. Jahrhunderts führte zur Schließung des Gestüts Altér und der Vernichtung der Gestütsarchive. Der portugiesische Hippologe Ruy d’Andrade, der 1920 die Sorraia-Pferde „entdeckte“, züchtete die Rasse mit einigen geretteten Pferden privat weiter. 1942 wurde das Gestüt Altér wiedereröffnet. Mittlerweile ist der Bestand der Rasse gesichert, die Rasse wird in Reinzucht gezüchtet.